# Project Syndicate
Project Syndicate — міжнародна неприбуткова медіаорганізація, що публікує та синдикує коментарі й аналіз різноманітних глобальних тем. Усі думки публікуються на вебсайті Project Syndicate та поширюються через широку мережу партнерських видань для друку. Станом на  2019, організація має мережу з 506 медіа-видань у 156 країнах.
Project Syndicate, який Езра Кляйн описав як «найрозумніша сторінка для опіній у світі», пропонує коментарі на широкий спектр тем: від економічної політики та стратегій глобального зростання до прав людини, ісламу та довкілля. Організація також публікує щомісячні серії, присвячені Африці, Європі, Азії, Латинській Америці, а також Китаю та Росії. RealClearWorld також включив Project Syndicate до п'ятірки найкращих світових новинних сайтів за 2012 рік.
Як неприбуткова організація, Project Syndicate здебільшого фінансується за рахунок внесків газет із розвинених країн, що становлять приблизно 60% її членської бази, що дозволяє організації пропонувати свої послуги за зниженими тарифами або безкоштовно для газет у країнах з обмеженими журналістськими ресурсами. Project Syndicate також отримує гранти від Фонду «Відкрите суспільство» Джорджа Сороса, Фонду Politiken у Данії, газети Die Zeit, ZEIT-Stiftung, та Фонд Білла і Мелінди Гейтс.
Project Syndicate перекладає свої колонки з англійської на 18 мов: арабську, бенгальську, китайську, чеську, нідерландську, перську, французьку, німецьку, гінді, індонезійську, італійську, казахську, норвезьку, польську, португальську, російську, іспанську та суахілі.

## Автори
Project Syndicate має приблизно 80 авторів, які регулярно або щомісяця публікують свої думки та коментарі.